# Châu Tấn
Châu Tấn (tiếng Trung: 周迅, tiếng Anh: Zhou Xun, sinh ngày 18 tháng 10 năm 1974), là một nữ diễn viên kiêm ca sĩ người Trung Quốc. Cô là một trong Tứ Đại Hoa Đán của Trung Quốc vào đầu thập niên 2000, cùng với Chương Tử Di, Từ Tịnh Lôi và Triệu Vy.
Cô được mệnh danh là "Tam Kim Ảnh Hậu" sau khi trở thành diễn viên điện ảnh Trung Quốc đầu tiên trong lịch sử đạt giải Ảnh Hậu (Nữ diễn viên chính xuất sắc nhất) tại cả 3 giải thưởng danh giá nhất nền điện ảnh Hoa ngữ đó là: Giải Kim Mã (Đài Loan), Giải Kim Kê (Trung Quốc), Giải Kim Tượng (Hồng Kông) thông qua 2 vai chính trong 2 bộ phim là "Nếu Như Yêu" và "Suy đoán của Lý Mễ".
Cô tạo được dấu ấn ở thị trường điện ảnh quốc tế thông qua vai diễn trong phim Sông Tô Châu, bộ phim giúp cô đạt giải "Nữ diễn viên chính xuất sắc nhất" tại Liên hoan Phim Paris lần thứ 15 và bộ phim Balzac và Cô bé thợ may Trung Hoa - bộ phim được đề cử Giải Quả cầu vàng cho Phim nói tiếng nước ngoài xuất sắc nhất. Bộ phim điện ảnh Hollywood lần đầu tiên mà Châu Tấn đóng là "Cloud Atlas" đã gây ấn tượng tốt khi cô phải hóa thân thành 3 nhân vật khác nhau trong cùng một bộ phim.
Bên cạnh Điện ảnh, Châu Tấn còn rất thành công ở mảng phim Truyền hình với các tác phẩm nổi tiếng gắn với tên tuổi của mình như "Đại Minh Cung Từ", "Khúc Nhạc Tháng Tư", "Như sương như mưa lại như gió", "Mùa Quýt Chín", "Anh hùng xạ điêu", "Cao Lương Đỏ" và "Hậu cung Như Ý truyện". Châu Tấn còn sở hữu giải thưởng "Nữ diễn viên chính xuất sắc nhất" (Thị Hậu) "Tam Đại Truyền hình" của Trung Quốc là Bạch Ngọc Lan.

## Đời tư
Châu Tấn kết hôn với nam diễn viên người Mỹ gốc Hoa là Archie Kao (Cao Thánh Viễn) (anh từng đóng series Power Rangers Lost Galaxy năm 1999) vào ngày 16 tháng 7 năm 2014 tổ chức ngay trong đêm nhạc từ thiện của cô ở Hàng Châu, Trung Quốc. Năm 2020, xác nhận ly hôn chính thức vì không tìm được tiếng nói chung trong chuyện tình cảm và con cái sau này.

## Danh sách phim

### Phim điện ảnh
| Năm  | Tựa đề                                                    | Vai                                  | Ghi chú |
| ---- | --------------------------------------------------------- | ------------------------------------ | --- |
| 1991 | Cổ Mộ Hoang Trai (Old Grave)                              | Kiều Na                              | |
| 1994 | Nữ Nhi Hồng (Maiden Rosé)                                 | Hoa Diêu                             | |
| 1995 | Tiểu Kiều Thê (The Pampered Wife)                         | Dương Dương                          | |
| 1996 | Phong Nguyệt (Temptress Moon)                             | Tiểu ca nữ                           | |
| 1998 | Hoa Kiều Vinh Ký (My Rice Noodle Shop)                    | Tạ Yên                               | |
| 1999 | Hoàng đế và thích khách (The Emperor and the Assassin)    | Cô gái mù                            | |
| 2000 | Sông Tô Châu (Suzhou River)                               | Mễ Mễ/Mẫu Đơn                        | - Nữ diễn viên chính xuất sắc nhất tại LHP Paris |
| 2001 | Xe Đạp Tuổi 17 (Beijing Bicycle)                          | Hồng Cầm                             | |
| 2001 | Hồng Kông Có Một Hollywood (Hollywood Hongkong)           | Hồng Hồng/Đông Đông                  | - Đề cử "Nữ diễn viên chính xuất sắc nhất" tại Giải Kim Mã |
| 2002 | Người đẹp rỗng tuếch (A Pinwheel without Wind)            | Triệu Ninh Tịnh                      | - Nữ diễn viên chính xuất sắc nhất giải Bách Hoa |
| 2002 | Balzac và cô thợ may Trung Hoa                            | Cô bé thợ may                        | |
| 2002 | Thời Hoa Nở (Where Have all the Flowers Gone)             | Mirth                                | |
| 2004 | Khoảnh Khắc Tây Hồ (A West Lake Moment)                   | Tiêu Vũ                              | |
| 2004 | Sắc Đẹp Vĩnh Cửu (Beauty Remains)                         | Tiểu Phi                             | |
| 2004 | Bảo Bối Đang Yêu (Baobei in Love)                         | Bảo Bối                              | - Nữ diễn viên chính xuất sắc nhất Giải thưởng Hiệp Hội Đạo diễn Trung Quốc |
| 2005 | Sinh Tử Kiếp (Stolen Life)                                | Diêm Ni                              | |
| 2005 | Nếu Như Yêu (Perhaps Love)                                | Tôn Na                               | - Nữ diễn viên chính xuất sắc nhất Giải Kim Mã - Nữ diễn viên chính xuất sắc nhất Giải thưởng Điện ảnh Hồng Kông - Nữ diễn viên chính xuất sắc nhất Giải Kim Tử Kinh - Nữ diễn viên chính xuất sắc nhất Giải thưởng của hiệp hội phê bình phim Hồng Kông lần thứ 12 |
| 2006 | Dạ Yến (The Banquet)                                      | Thanh Nữ                             | - Nữ diễn viên phụ xuất sắc nhất tại Giải thưởng Điện ảnh Hồng Kông - Nữ diễn viên phụ xuất sắc nhất tại Giải Kim Tử Kinh - Đề cử Nữ diễn viên xuất sắc nhất tại giải thưởng Hiệp hội phê bình phim Hồng Kông - Đề cử Nữ diễn viên phụ xuất sắc nhất tại Giải Kim Kê |
| 2006 | Cô Nàng Minh Minh (Ming Ming)                             | Minh Minh/ Nana                      | |
| 2008 | Suy đoán của Lý Mễ (The Equation of Love and Death)       | Lý Mễ                                | - Nữ diễn viên chính xuất sắc nhất tại Giải Kim Kê - Nữ diễn viên chính xuất sắc nhất tại giải thưởng Điện ảnh Châu Á AFA - Nữ diễn viên chính xuất sắc nhất tại giải thưởng Hiệp hội phê bình phim Thượng Hải - Nữ diễn viên chính xuất sắc nhất tại Giải thưởng Điện ảnh Truyền thông Trung Quốc - Nữ diễn viên chính xuất sắc nhất tại LHP Sinh viên Đại học Thượng Hải - Nữ diễn viên chính xuất sắc nhất tại LHP Quốc tế Abuja                             |
| 2008 | Họa Bì (Painted Skin)                                     | Tiểu Duy                             | - Đề cử "Nữ diễn viên chính xuất sắc nhất" tại Giải thưởng Điện ảnh Hồng Kông - Đề cử "Nữ diễn viên chính xuất sắc nhất" tại giải Bách Hoa - Đề cử Nữ diễn viên xuất sắc nhất tại giải thưởng Hiệp hội Phê bình phim Hồng Kông |
| 2008 | Phụ Nữ Không Xấu (All About Women)                        | Âu Phiến Phiến                       | |
| 2009 | Phong Thanh (The Message)                                 | Cố Hiểu Mộng                         | - Đề cử "nữ diễn viên chính xuất sắc nhất" tại Giải Kim Mã - Đề cử "Nữ diễn viên chính xuất sắc nhất" tại Giải thưởng Điện ảnh Truyền thông Trung Quốc |
| 2010 | Khổng Tử (Confucius)                                      | Nam Tử                               | |
| 2010 | Mãnh Hổ Tô Khất Nhi (True Legend)                         | Viên Anh                             | |
| 2011 | Kiến Đảng Vĩ Nghiệp (The Founding of a Party)             | Vương Hội Ngộ                        | |
| 2011 | Long môn phi giáp (The Flying Swords of Dragon Gate)      | Lăng Nhạn Thu                        | - Đề cử "Nữ diễn viên chính xuất sắc nhất" tại Giải thưởng Điện ảnh Hồng Kông - Đề cử "Nữ diễn viên chính xuất sắc nhất" tại Giải Bách Hoa - Đề cử Nữ diễn viên xuất sắc nhất tại giải thưởng Hiệp hội Phê bình phim Hồng Kông |
| 2012 | Đại Ma Thuật Sư (The Great Magician)                      | Liễu Ấm                              | - Đề cử "Nữ diễn viên chính xuất sắc nhất" tại Giải thưởng Điện ảnh Hồng Kông |
| 2012 | Họa Bì 2 (Painted Skin 2)                                 | Tiểu Duy                             | - Đề cử "Nữ diễn viên chính xuất sắc nhất" Giải thưởng Hiệp Hội Đạo diễn Trung Quốc |
| 2012 | Thính Phong Giả (The Silent War)                          | Trương Học Ninh                      | - Đề cử "nữ diễn viên chính xuất sắc nhất" tại Giải thưởng Điện ảnh Hồng Kông |
| 2012 | Cloud Atlas (Vân Đồ)                                      | Talbot/ Hotel Manager Yoona~939 Rose | |
| 2014 | Thiết thính phong vân 3 (Overheard 3)                     | Nguyễn Nguyệt Hoa                    | - Đề cử "Nữ diễn viên chính xuất sắc nhất" giải Hoa Đỉnh - Đề cử "Nữ diễn viên chính xuất sắc nhất" giải thưởng Hiệp hội Phê bình phim Hồng Kông |
| 2014 | Cao Lương Đỏ                                              | Đới Cửu Nhi                          | |
| 2014 | One Day                                                   | Tiểu Tấn                             | |
| 2014 | Học Cách Yêu (Women Who Flirt)                            | Trương Huệ                           | - Đề cử "Nữ diễn viên chính xuất sắc nhất" tại Giải thưởng Điện ảnh Hồng Kông |
| 2014 | Bạn Gái Hồi Xuân Của Tôi (Meet Miss Anxiety)              | Thích Gia                            | |
| 2017 | Bao Giờ Trăng Sáng (Our Time Will Come)                   | Phương Cô                            | - Nữ diễn viên chính xuất sắc nhất tại Liên hoan phim Sinh viên Đại học Thượng Hải - Nữ diễn viên chính xuất sắc nhất tại LHP SCO National Film - Đề cử "Nữ diễn viên chính xuất sắc nhất" tại Giải thưởng Điện ảnh Hồng Kông - Đề cử "Nữ diễn viên chính xuất sắc nhất" tại Giải Hoa Đỉnh - Đề cử "Nữ diễn viên chính xuất sắc nhất" tại Liên hoan phim quốc tế Thượng Hải - Đề cử "Nữ diễn viên chính xuất sắc nhất" Giải thưởng Hiệp Hội Đạo diễn Trung Quốc |
| 2018 | Chào em, Chi Hoa (Last Letter)                            | Viên Chi Hoa                         | - Đề cử "Nữ diễn viên chính xuất sắc nhất" tại Giải Kim Mã - Đề cử "Nữ diễn viên chính xuất sắc nhất" Giải thưởng Hiệp Hội Đạo diễn Trung Quốc |
| 2019 | Bảo Trì Im Lặng (Remain Silent)                           | Đoan Mộc Lan                         | |
| 2021 | Âm Dương Sư (Onmyoji)                                     | Bách Nị                              | |
| 2021 | Hồi Thứ 11 (The Eleventh Chapter)                         | Kim Tài Linh                         | - "Nữ diễn viên chính xuất sắc nhất" Giải thưởng Hiệp Hội Đạo diễn Trung Quốc năm 2021 - Đề cử "Nữ diễn viên chính xuất sắc nhất" tại giải Hoa Đỉnh |
| 2022 | Thế Gian Có Cô Ấy (Her Story)                             | Tiểu Nguyệt                          | |
| 2023 | Vô Danh (Hidden Blade)                                    | bà Trần                              | |
| 2023 | Vượt qua cơn giận dữ của biển cả (Across the Furious Sea) | Cảnh Lam                             | - "Nữ diễn viên chính xuất sắc nhất" Giải thưởng Hiệp Hội Đạo diễn Trung Quốc năm 2023 |
| TBA  | Thi Nhãn Quyện Thiên Nhai (The Weary Poet)                |                                      | |
| TBA  | Không Lãng Mạn (Pseudo Idealist)                          |                                      | |
| TBA  | Tân Lộc đỉnh ký (The Deer and the Cauldron: Movie)        |                                      | |

### Phim truyền hình
| Năm  | Tựa đề                                     | Vai                                         | Ghi chú |
| ---- | ------------------------------------------ | ------------------------------------------- | --- |
| 1997 | Hồng Xử Phương                             | Thẩm Bội                                    | |
| 1998 | Cảnh Đàn Phong Vân                         |                                             | |
| 1999 | Lục Y Hồng Nương                           | Phạm Tiểu Huyên                             | |
| 2000 | Khúc Nhạc Tháng Tư                         | Lâm Vi Âm                                   | |
| 2000 | Duyên Lai Nhất Gia Nhân                    | Đào Đào                                     | |
| 2000 | Vui Vẻ Là Được                             |                                             | |
| 2000 | Đại Minh Cung Từ                           | Thái Bình công chúa lúc nhỏ                 | - Nữ diễn viên được yêu thích nhất tại giải Kim Ưng - Nữ diễn viên phụ được yêu thích tại giải Kim Ưng |
| 2000 | Thái Bình Thiên Quốc                       | Thạch Ích Dương                             | |
| 2000 | Bản Sắc Kim Tiền                           | Mandy                                       | |
| 2001 | Như sương như mưa lại như gió              | Đỗ Tâm Vũ                                   | |
| 2002 | Mùa quýt chín                              | Tú Hòa                                      | - Đề cử Nữ diễn viên chính xuất sắc nhất giải Truyền hình Châu Á |
| 2003 | Anh hùng xạ điêu                           | Hoàng Dung                                  | |
| 2003 | Bãi Biển                                   | A Đồng                                      | |
| 2003 | Mãi Biện Chi Gia                           | Tô Bá Viện                                  | |
| 2014 | Cao lương đỏ                               | Cửu Nhi/ Đới Cửu Liên                       | - Nữ diễn viên chính xuất sắc nhất giải Bạch Ngọc Lan - Nữ diễn viên chính xuất sắc nhất giải Hoa Đỉnh - Nữ diễn viên chính xuất sắc nhất giải Truyền hình Châu Á ATA - Nữ diễn viên chính xuất sắc nhất giải Quốc Kịch Thịnh Điển - Đề cử Nữ diễn viên chính xuất sắc nhất giải Phi Thiên |
| 2018 | Như Ý truyện                               | Kế Hoàng hậu - Ô Lạt Na Lạp Thành Anh/Như Ý | - Nữ diễn viên chính xuất sắc nhất giải Nhật Báo Bắc Kinh - Nữ diễn viên chính xuất sắc nhất Giải thưởng Viện hàn lâm sáng tạo Châu Á 2019 |
| 2020 | Cô ấy không hoàn hảo (Imperfect Love)      | Lâm Tự Chi                                  | |
| 2021 | Món quà của Đồ U U (seri Công Huân)        | Đồ U U                                      | - Đề cử Nữ diễn viên chính xuất sắc nhất Giải Phi thiên - Đề cử Nữ diễn viên chính xuất sắc nhất giải Kim Ưng |
| 2021 | Gia đình Tiểu Mẫn (Xiaomin's Home)         | Lưu Tiểu Mẫn                                | |
| 2023 | Nạn nhân không hoàn hảo (Imperfect Victim) | Lâm Khám                                    | - Nữ diễn viên chính xuất sắc nhất giải Bạch Ngọc Lan - Nữ diễn viên của năm giải Hiệp hội Đạo diễn Truyền hình Trung Quốc - Đề cử Nữ diễn viên chính xuất sắc nhất Giải Bông Sen Vàng Liên hoan phim truyền hình quốc tế Macao - Đề cử Nữ diễn viên chính xuất sắc nhất giải Kim Ưng      |

### Phim ngắn
| Năm  | Tựa đề                             | Vai diễn | Chú thích  |
| ---- | ---------------------------------- | -------- | ---------- |
| 2020 | Khúc Hát Rong Của Hoa (Le Vrai Où) | Ca sĩ    | Vogue Film |

## Giải thưởng
1998
- Giải thưởng Kim Ưng cho "Nữ diễn viên trẻ triển vọng nhất" trong phim Ảo vọng và quyền lực
- "Nữ diễn viên chính xuất sắc nhất" LH phim Paris lần thứ 15 trong phim Sông Tô Châu

2001
- "Nữ diễn viên có triển vọng nhất" tại France Art Group
- "Nữ ca sĩ nổi bật nhất" tại Sprite - My Choice of Chinese Original Music Pop Charts
- "Nữ diễn viên được yêu thích nhất" tại lễ trao giải thưởng mừng năm mới của truyền hình Trung Quốc

2002
- Giải Bách Hoa lần thứ 11 cho "Nữ diễn viên chính xuất sắc" trong phim Người đẹp rỗng tuếch
- "Giải thưởng đặc biệt" tại Chinese Music Charts
- "Ca sĩ triển vọng nhất của năm" với 2 single Odyssey for Love và Watching the Sea, tại Lễ trao giải CCTV-MTV Grand
- "Diễn viên được yêu thích nhất" của THTW Trung Quốc cho vai Hoàng Dung trong phim Anh hùng xạ điêu
- Giải thưởng 10 nghệ sĩ yêu thích nhất cho vai Tú Hòa trong phim Mùa Quýt Chín

2003
- "Diễn viên được yêu thích nhất" tại liên hoan phim sinh viên lần thứ 10
- "Ca sĩ mới xuất sắc nhất" tại China Music Charts-The First season
- "Ca sĩ mới nổi bật nhất" tai the Global Chinese Pop Chart Awards

2004
- " Ca sĩ mới được yêu thích nhất" tại Giải thưởng âm nhạc tiếng Hoa lần thứ 10"
- đoạt 2 giải trong giải thưởng Phong cách Trung Quốc
- Nữ nghệ sĩ Trung Quốc có phong cách duyên dáng nhất
- Nữ diễn viên có phong cách nhất trên màn bạc

2005
- "Nữ diễn viên xuất sắc nhất" - Giải thưởng Hiệp Hội các đạo diễn Trung Quốc lần thứ nhất trao tặng, với vai Bảo Bối trong phim Baober in Love
- "Nữ ca sĩ được yêu thích nhất" tại Trung Hoa đại lục - Giải thưởng âm nhạc MTV - CCTV Trung Quốc lần thứ 7
- "Nữ ca sĩ được yêu thích nhất" tại The 4th Sprite - Chinese Original Music Pop Charts
- "Nữ ca sĩ được yêu thích nhất" tại Asia Pacific Music - 2004 và 2005 yearly awards
- "Nữ diễn viên có phong cách nhất" - Giải thưởng MTV super gala của Trung Quốc
- "Nữ diễn viên xuất sắc nhất năm" - Giải thưởng của báo điện tử giải trí Sina

2006
- "Nữ diễn viên xuất sắc nhất", giải thưởng của hiệp hội phê bình phim Hồng Kông lần thứ 12, vai Tôn Na trong "Nếu Như Yêu"
- "Nữ diễn viên xuất sắc nhất" tại Giải Kim Tượng Hồng Kông lần thứ 25, với vai Tôn Na trong "Nếu Như Yêu"
- "Nữ diễn viên được yêu thích nhất" tại Liên hoan phim Sinh viên Bắc Kinh lần thứ 13, cho vai Tôn Na trong "Nếu Như Yêu"
- "Nữ diễn viên chính xuất sắc nhất" tại Giải Kim Tử Kinh Hồng Kông lần thứ 11, cho vai Tôn Na trong "Nếu Như Yêu"
- "Nữ diễn viên chính xuất sắc nhất" tại Giải Kim Mã Đài Loan lần thứ 43, cho vai Tôn Na trong "Nếu Như Yêu"
- "Nhân vật của năm" - do tạp chí thời trang Bund bình chọn
- "Nghệ sĩ triển vọng nhất" tại LHP Pusan lần thứ 11.
- "Diễn viên xuất sắc nhất" - "Best actress in The 14th CineAsia film awards "
- "Nghệ sĩ xuất sắc nhất khu vực châu Á Thái Bình Dương" - Lễ trao giải âm nhạc Trung Quốc 2006

2007
- "Nữ diễn viên phụ xuất sắc nhất" tại Giải Kim Tượng Hồng Kông lần thứ 26 cho vai Thanh Nữ trong "Dạ Yến"
- "Nữ diễn viên phụ xuất sắc nhất" tại Giải Kim Tử Kinh Hồng Kông lần thứ 12, vai Thanh Nữ trong "Dạ Yến"
- "Nữ diễn viên có phong cách nhất" tại lễ trao giải hàng năm của tạp chí thời trang ELLE

2008
- "Nữ diễn viên của năm" - giải thưởng tại Liên hoan sinh viên Trung Quốc lần thứ 3
- "Ngôi sao nữ của năm" - giải thưởng của báo điện tử Sohu

2009
- "Một trong 10 phụ nữ tiêu biểu của Trung Quốc" - Giải thưởng do Hội phụ nữ Trung Quốc phối hợp cùng Sina, Cartier... tổ chức.
- "Nữ diễn viên chính xuất sắc nhất" tại LHP châu Á lần thứ 3 - vai "Lý Mễ" trong phim "Suy đoán của Lý Mễ"
- "Nữ diễn viên điện ảnh xuất sắc nhất" tại lễ trao giải Điện ảnh và Truyền hình lần thứ 2
- "Nữ diễn viên xuất sắc nhất" tại LHP sinh viên Bắc Kinh lần thứ 16
- "Nghệ sĩ của năm" - Giải thưởng của hiệp hội các nhà sản xuất châu Á Thái Bình Dương lần thứ 3.
- "Nữ diễn viên xuất sắc nhất", vai "Lý Mễ" trong phim "Suy đoán của Lý Mễ" - Giải thưởng của hiệp hội phê bình phim Thượng Hải.
- "Nữ diễn viên xuất sắc nhất", vai "Lý Mễ" trong phim "Suy đoán của Lý Mễ" tại Giải thưởng Truyền thông Điện ảnh Hoa Ngữ lần thứ 9
- "Nữ diễn viên xuất sắc nhất" tại giải Kim Kê lần thứ 27 - vai Lý Mễ trong phim "Suy đoán của Lý Mễ"
- "Ngôi sao của năm", giải thưởng của CineAsia

2014
- "Nữ diễn viên xuất sắc nhất" -vai Cửu Nhi trong phim " Cao Lương Đỏ " tại giải Quốc Kịch Thịnh Điển
- "Nữ diễn viên xuất sắc nhất" -vai Cửu Nhi trong phim " Cao Lương Đỏ " tại giải Bạch Ngọc Lan-Thượng Hải

2015
- "Nữ diễn viên chính xuất sắc nhất" - vai Cửu Nhi trong phim "Cao Lương Đỏ" tại giải Truyền hình Châu Á[10]
- "Nữ diễn viên chính xuất sắc nhất" - vai Cửu Nhi trong phim "Cao Lương Đỏ" tại Hoa Đỉnh
- "Nữ diễn viên xuất sắc nhất" - vai Cửu Nhi trong phim "Cao Lương Đỏ" tại LHP Điện ảnh và Truyền hình Hoàng Điếm

2017
- "Nữ diễn viên chính xuất sắc nhất" tại LHP SCO National Film - trong phim " Bao giờ trăng sáng "
- "Nữ diễn viên xuất chính xuất sắc nhất" tại LHP Sinh viên Bắc Kinh lần thứ 25 - trong phim " Bao giờ trăng sáng "

2019
- "Nữ diễn viên chính xuất sắc nhất" giải Nhật Báo Bắc Kinh 2018 - vai Như Ý trong phim "Hậu cung Như Ý truyện"
- "Nữ diễn viên chính xuất sắc nhất" Giải thưởng Học viện sáng tạo Châu Á 2019 - vai Như Ý trong phim "Hậu cung Như Ý truyện"

## Thời trang
Ngoài thành công ở lĩnh vực điện ảnh, cô còn được biết đến như là một biểu tượng thời trang tại Trung Quốc. Năm 2006, cô được chọn trở thành đại diện toàn cầu của thương hiệu thời trang cao cấp của Miu Miu (một thương hiệu thuộc Tập đoàn thời trang Prada) cùng với đàn em Đổng Khiết. Năm 2011, cô được giám đốc sáng tạo của Chanel khi ấy là Karl Lagerfeld đích thân bổ nhiệm trở thành "Đại sứ hình tượng thương hiệu" của thương hiệu thời trang cao cấp Chanel tại khu vực Trung Quốc, đây cũng là thương hiệu thời trang đồng hành cùng cô từ trước đến nay ở mọi sự kiện lớn nhỏ. Cô cũng đang nắm giữ kỉ lục về số lần lên trang bìa của 5 tạp chí thời trang phái nữ hàng đầu (Ngũ Đại Nữ San) tại Trung Quốc là Vogue, Elle, Harper's Bazaar, Marie Claire và Cosmopolitan.

### Tạp chí, Tuần san và các Phụ bản

#### Ngũ Đại Nữ San
| Tên tạp chí     | Mở khóa                | Ghi chú |
| --------------- | ---------------------- | ------- |
| VOGUE           | {\displaystyle \surd } |         |
| ELLE            | {\displaystyle \surd } |         |
| Harper's BAZAAR | {\displaystyle \surd } |         |
| Marie Claire    | {\displaystyle \surd } |         |
| COSMOPOLITAN    | {\displaystyle \surd } |         |

#### Nhị tiểu tạp chí
| Tên tạp chí   | Mở khóa                | Ghi chú |
| ------------- | ---------------------- | ------- |
| L'OFFICIEL    | {\displaystyle \surd } |         |
| Madame Figaro | {\displaystyle \surd } |         |

#### Tạp chí chủ lưu
| Tên tạp chí | Mở khóa                | Ghi chú |
| ----------- | ---------------------- | ------- |
| T Magazine  | {\displaystyle \surd } |         |
| Numéro      | {\displaystyle \surd } |         |

#### Ngũ Đại Nam San và Nam San Nhị Tuyến
| Phân loại       | Tên tạp chí         | Mở khoá                | Ghi chú |
| --------------- | ------------------- | ---------------------- | ------- |
| Ngũ Đại Nam San | GQ (tạp chí)        | {\displaystyle \surd } |         |
| Ngũ Đại Nam San | Esquire             | {\displaystyle \surd } |         |
| Ngũ Đại Nam San | L'Officiel Hommes   |                        |         |
| Ngũ Đại Nam San | Harper's BAZAAR MEN | {\displaystyle \surd } |         |
| Ngũ Đại Nam San | Ellemen             | {\displaystyle \surd } |         |
| Nam San Tuyến 2 | Men's Uno           |                        |         |
| Nam San Tuyến 2 | Men's Health        |                        |         |
| Nam San Tuyến 2 | Men's JOKER         |                        |         |
| Nam San Tuyến 2 | LEON                |                        |         |

#### Tuần San
| Tên Tạp chí   | Mở Khóa                | Ghi chú |
| ------------- | ---------------------- | ------- |
| FEMINA        | {\displaystyle \surd } |         |
| GRAZIA        | {\displaystyle \surd } |         |
| OK!           |                        |         |
| InStyle       |                        |         |
| So Figaro     |                        |         |
| MODERN WEEKLY | {\displaystyle \surd } |         |

#### Đặc San và Phụ Bản Ngũ Đại
| Tên tạp chí          | Mở khoá                | Ghi chú |
| -------------------- | ---------------------- | ------- |
| VOGUE Me             |                        |         |
| VOGUE Film           | {\displaystyle \surd } |         |
| Super ELLE           | {\displaystyle \surd } |         |
| GQ Styles            |                        |         |
| ESQUIRE fine         |                        |         |
| Leon YOUNG           |                        |         |
| MarieClaire NOW      | {\displaystyle \surd } |         |
| miniBAZAAR           |                        |         |
| Bazaar Jewelry       | {\displaystyle \surd } |         |
| COSMO Beauty Bible   |                        |         |
| COSMO Bride          |                        |         |
| Madame Figaro Hommes |                        |         |